# Carbur de silici
El carbur de silici (SiC) és un material ceràmic de carbur covalent d'estequiometria 1:1 i que té una estructura semblant a la diamant i és gairebé tan dur com el diamant. Per la seva duresa, es fa servir com a abrasiu artificial, conegut amb per la marca comercial de carborúndum, així com a element calefactor en resistències, en reactors, i, com a reforç, en materials compostos. És relativament inert a l'oxidació, ja que en presència d'oxigen forma una capa protectora de SiO2.
El carbur de silici és un material semiconductor (amb una banda prohibida de 2,4 V) i refractari que presenta molts avantatges en dispositius que impliquin treballar en condicions extremes de temperatura, voltatge i freqüència. El carbur de silici pot suportar un gradient de voltatge o de camp elèctric fins a vuit vegades superior al silici o l'arsenur de gal·li sense que es trenqui. Aquest elevat valor de camp elèctric de ruptura el fa útil en la fabricació de components que operen a voltatges elevats i a altes energies com ara díodes, transistors, o supressors, i fins i tot dispositius per a microones d'alta energia. S'hi suma l'avantatge de poder col·locar una elevada densitat d'empaquetament en els circuits integrats.
Gràcies a l'elevada velocitat de saturació de portadors de càrrega (2,0·107cm-1) és possible emprar carbur de silici per a dispositius que treballen a altes freqüències, ja siguin radiofreqüència o microones. Finalment, la duresa de 9 a l'escala de Mohs li proporciona una resistència mecànica que, junt amb les propietats elèctriques, li donen molts beneficis enfront d'altres semiconductors.

## Fabricació
El carbur de silici s'obté de sorres o quars d'alta puresa i coc de petroli fusionats en forn elèctric a més de 2200 °C amb la següent composició:
SiO2 + 3 C → SiC + 2 CO